# Suzanne Innes-Stubb
Suzanne Elizabeth Innes-Stubb, född Innes den 25 januari 1970 i Solihull i Storbritannien, är en finländsk-brittisk jurist. Hon är gift med Finlands president Alexander Stubb.
Mellan 2017 och 2024 arbetade Innes-Stubb som Head of Global Compliance på det finländska hissbolaget Kone. Hon är medborgare i både Storbritannien och Finland. Innes-Stubb talar engelska, franska, tyska, svenska och finska.

## Biografi
Suzanne Innes föddes i Solihull i mellersta England. Hennes fars släkt härstammar från Skottland, och hennes mor kommer från Essex, där Innes-Stubbs bröder driver familjens gård nära Stansteds flygplats. Båda hennes föräldrar arbetade som lärare.
Mellan 1988 och 1992 studerade Innes franska, tyska och juridik vid University of Surrey. Hon tog examen från College of Europe i Brygge, Belgien, år 1995 efter att ha fullföljt en Master of Laws (LL.M.). Innes träffade Alexander Stubb vid College of Europe år 1994, då Innes studerade europeisk rätt och Stubb tog magisterexamen med fokus på EU-frågor. Paret förlovade sig 1997 och gifte sig 1998. De har två barn, Emilie (född 2001) och Oliver (född 2004).
När Innes-Stubb bodde i Bryssel arbetade hon från och med 1999 på den internationella advokatbyrån White & Case. Efter att ha flyttat till Helsingfors år 2009 fortsatte hon arbeta på byråns Helsingforskontor fram till 2014.
År 2014 började Innes-Stubb arbeta som jurist på mediebolaget Sanoma med ansvar för konkurrensärenden. År 2017 fick hon en ny tjänst på Kone, där hon hade ansvar för bolagets globala etiska regelverk.
I mars 2024 utnämnde Handelshögskolan vid Aalto-universitetet Innes-Stubb till ledande arbetslivsexpert inom affärsjuridik efter att hon sagt upp sig från sin tjänst på Kone. Hon började sin deltidsanställning den 1 september 2024 och kommer bland annat att undervisa valbara masterkurser i affärsjuridik.
Hösten 2024 utsågs Innes-Stubb till hedersordförande för Rädda Barnen.
Innes-Stubb bor tillsammans med sin familj i Statens gästhus i Munksnäs, och år 2026 flyttar de till presidentens renoverade tjänstebostad i Talludden. Deras privata hem ligger i Westend i Esbo. Till Innes-Stubbs hobbyer hör bland annat att spela piano och cello samt att löpträna.